# Skrăt
Skrăt (în bulgară Скрът) este un sat în Obștina Petrici, Regiunea Blagoevgrad, Bulgaria.

## Demografie
Componența etnică a satului Skrăt
     Bulgari (95,52%)
     Nicio identificare (3,95%)
     Altele (0,83%)
La recensământul din 2011, populația satului Skrăt era de 961 locuitori. Din punct de vedere etnic, majoritatea locuitorilor (95,52%) erau bulgari. Pentru 3,95% din locuitori nu este cunoscută apartenența etnică.